# Orthothecium
Orthothecium ist eine Moosgattung aus der Ordnung der Hypnales. 

## Merkmale
Die Moose haben einen starken Metallglanz. Sie sind goldgrün, rotbraun oder grün. Die Stämmchen sind zart bis kräftig und meist wenig verzweigt. Manche bilden Stolonen. Stämmchen und Äste sind dicht beblättert. Die Blätter stehen aufrecht abstehend oder schwach einseitswendig. Sie sind gefaltet oder auch nicht, lanzettlich und langsam zugespitzt. Sie sind ganzrandig. Eine Rippe fehlt oder ist kurz und doppelt. Die Laminazellen sind prosenchymatisch und getüpfelt. Die Blattflügelzellen sind nicht besonders differenziert. 
Die Seta ist rot. Die Kapsel steht aufrecht oder ist schwach geneigt. Der Deckel der Kapsel ist kegelig. Das Peristom ist doppelt.

## Verbreitung und Standorte
Die Gattung ist auf der Nordhemisphäre beheimatet und hat eine boreo-alpine Verbreitung. Die Vertreter wachsen auf Felsen und sind kalkstet.

## Systematik
Die Gattung ist Teil der Familie der Plagiotheciaceae
. Sie umfasst 10 Arten, von denen folgende in Deutschland vorkommen: 
- Gold-Seidenglanzmoos[2] (Orthothecium chryseon)
- Kleines Seidenglanzmoos[2] (Orthothecium intricatum)
- Rötliches Seidenglanzmoos[2] (Orthothecium rufescens)
- Straffes Seidenglanzmoos[2] (Orthothecium strictum)

## Belege
- Jan-Peter Frahm, Wolfgang Frey: Moosflora (= UTB. 1250). 4., neubearbeitete und erweiterte Auflage. Ulmer, Stuttgart 2004, ISBN 3-8252-1250-5.